# Рапля (протока Ловати)
Рапля — река в России, протекает по Старорусскому району Новгородской области. Река вытекает из Ловати уже после соединения Ловати с Полой, течёт практически без уклона на северо-восток. Впадает в озеро Каменец. Длина реки составляет 4,9 км. Берега болотистые, населённых пунктов по берегам реки нет.

## Данные водного реестра
По данным государственного водного реестра России относится к Балтийскому бассейновому округу, водохозяйственный участок реки — Ловать и Пола, речной подбассейн реки — Волхов. Относится к речному бассейну реки Нева (включая бассейны рек Онежского и Ладожского озера).
Код объекта в государственном водном реестре — 01040200312102000022585.